# شهرستان چناران
شهرستان چناران در استان خراسان رضوی هست و در نزدیکی شهر مشهد واقع شده است. این شهرستان در سال ۱۳۶۸ از شهرستان مشهد جدا و مستقل شده است.

## جمعیت
براساس سرشماری عمومی نفوس و مسکن در سال ۱۳۹۵، جمعیت این شهرستان برابر با ۸۸٬۶۹۲ نفر بوده است.

## تقسیمات کشوری
شهرستان چناران بر اساس مصوبهٔ هیئت وزیران در تاریخ ۹ اسفند ۱۳۶۸ از ترکیب بخش مرکزی شهرستان چناران و بخش تازه تأسیس رادکان، به مرکزیت شهر چناران تأسیس شد.
در حال حاضر، این شهرستان دارای ۳ بخش،۶ دهستان و ۳ شهر به شرح زیر است:
| بخش     | مرکز بخش | جمعیت بخش ۱۳۹۵ | نام دهستان | مرکز دهستان | جمعیت دهستان ۱۳۹۵ | شهر     | جمعیت شهر ۱۳۹۵ |
| ------- | -------- | -------------- | ---------- | ----------- | ----------------- | ------- | -------------- |
| مرکزی   | چناران   | ۶۶٬۸۷۱ نفر     | چناران     | خیرآباد     | ۹٬۷۲۲ نفر         | چناران  | ۵۳٬۸۷۹ نفر     |
| مرکزی   | چناران   | ۶۶٬۸۷۱ نفر     | بقمچ       | بقمچ        | ۳٬۲۷۰ نفر         | چناران  | ۵۳٬۸۷۹ نفر     |
| سیدآباد | سیدآباد  | ۱۱٬۶۲۳ نفر     | حکیم‌آباد   | حکیم‌آباد    | ۵٬۲۹۷ نفر         | سیدآباد | ۵٬۳۱۲ نفر      |
| سیدآباد | سیدآباد  | ۱۱٬۶۲۳ نفر     | سیدآباد    | چهارمهن     | ۱٬۰۱۴ نفر         | سیدآباد | ۵٬۳۱۲ نفر      |
| رادکان  | رادکان   | ۱۰٬۰۸۷ نفر     | غیاث‌آباد   | غیاث‌آباد    | ۵٬۱۱۲ نفر         | رادکان  | ۲٬۶۰۹ نفر      |
| رادکان  | رادکان   | ۱۰٬۰۸۷ نفر     | رادکان     | مریچگان     | ۲٬۳۶۶ نفر         | رادکان  | ۲٬۶۰۹ نفر      |